# Ponti di Calatrava a Reggio Emilia

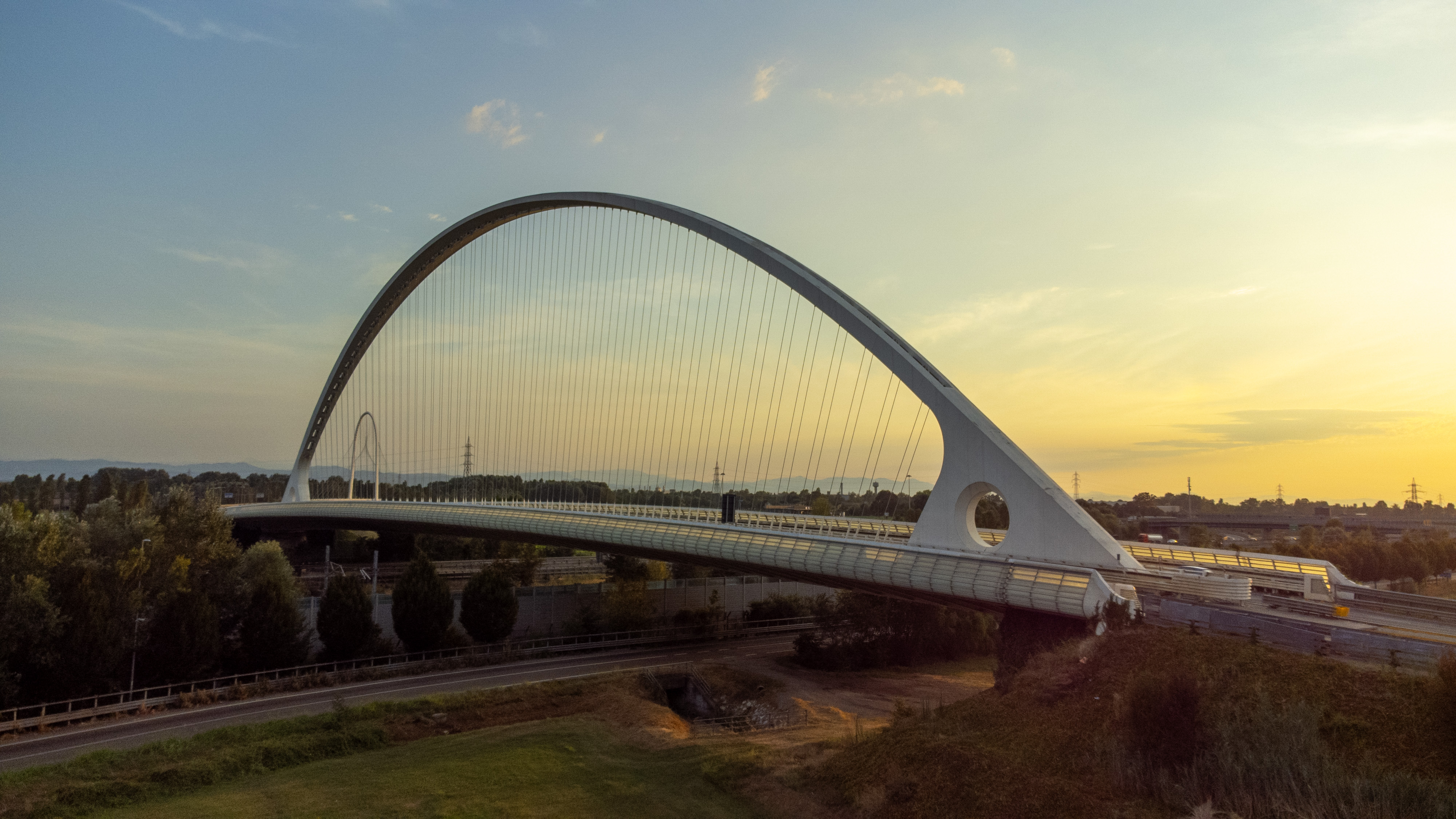
Ponte Centrale

I ponti di Calatrava a Reggio Emilia, presenti lungo l'autostrada A1, sono una serie di tre ponti progettati dall'architetto e ingegnere Santiago Calatrava. La loro realizzazione fa parte del progetto di ristrutturazione e riqualificazione dell'area di accesso al casello autostradale e alla stazione di Reggio Emilia AV Mediopadana sulla linea ferroviaria ad alta velocità Milano-Bologna.
Il modello dei ponti nord e sud è stato replicato dallo stesso architetto per la progettazione del ponte Margaret Hunt Hill Bridge di Dallas inaugurato nel 2012.

## Il progetto
Il progetto, commissionato all'archistar Santiago Calatrava dal comune di Reggio Emilia, vede i tre ponti come segno distintivo per la riqualificazione di tutta l'area a nord della città. L'insieme architettonico completo – che prende il nome di Le Vele – prevede, oltre ai suddetti ponti, anche l'avveniristica copertura ad onda del casello dell'autostrada A1 e la costruzione della stazione della linea ferroviaria alta velocità che prende il nome di Reggio Emilia AV Mediopadana. Il costo complessivo dei tre ponti è stato previsto in 33,6 milioni di euro 

## I ponti

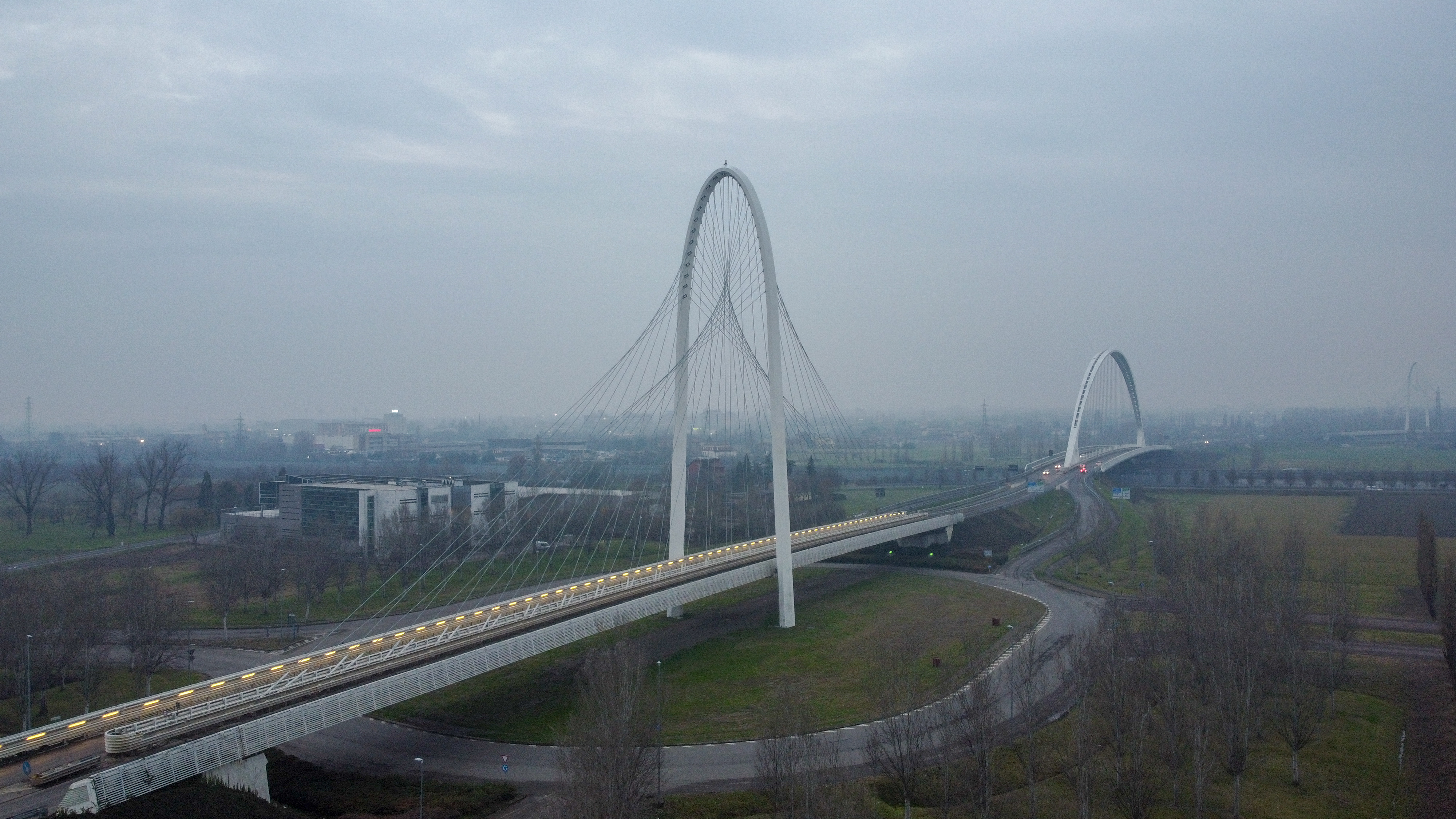
Ponte Nord in primo piano; di seguito si vedono il ponte Centrale e in lontananza il ponte Sud

L'opera è composta da un complesso di tre ponti, ovvero un ponte centrale ad arco e due ponti laterali strallati (cioè con stralli, o funi), che stilisticamente riprendono i dettami del design organico tipico delle realizzazioni di Calatrava. Visibili da diversi chilometri di distanza, sono parte integrante dell'asse viario attrezzato che collega Reggio Emilia con Bagnolo e con la parte nord della città dove si trovano, tra l'altro, i maggiori insediamenti industriali reggiani e la zona fieristica. L'inaugurazione è avvenuta il 20 ottobre 2007 con una cerimonia alla quale erano presenti il sindaco reggiano Graziano Delrio, la presidente della provincia Sonia Masini e il presidente del consiglio dei ministri Romano Prodi.

### PonteCentrale
Il ponte Centrale, perfettamente visibile dall'autostrada A1 e dalla linea ad Alta Velocità, si pone come uno degli elementi cardine per posizione e dimensioni. Si tratta di un grande ponte ad arco a via inferiore, costituito da una luce di oltre 220 metri, e con un arco centrale alto 50 metri circa. Esso è composto principalmente da: due spalle laterali, l'impalcato – montato come una spina dorsale a un cassone centrale a cui sono saldate le costole su cui transitano le automobili –, l'arco e le 50 coppie di pendini. A sorreggere l'impalcato è l'arco che, tramite i pendini, scarica il peso sulle spalle poste alle due estremità. Tutti gli elementi sono in acciaio verniciato bianco, ad eccezione delle spalle in cemento armato.

### PontiNordeSud
I ponti strallati Nord e Sud sono realizzati su svincoli a rotatoria e si collocano immediatamente ai lati del ponte centrale che scavalca l'autostrada. Il pilone ad arco raggiunge l'altezza di 70 metri. La struttura principale si divide, come per il Centrale, in spalle di appoggio, impalcato composto da cassone centrale e costole laterali, pilone ad arco e 26 stralli. I due ponti laterali, lunghi 179 metri e larghi 15 metri, sono realizzati in acciaio dipinto di bianco, a parte le spalle realizzate in cemento armato; inoltre, le carreggiate sono dotate di una sola corsia per senso di marcia. Gli stralli sono disposti a ramo di iperbole.